# 1995 új világörökségi helyszínei
Az UNESCO Világörökség Bizottsága az 1995. december 4-9. között Berlinben megtartott 19. ülésszakán az alábbi helyszíneket nyilvánította a világörökség részévé:
| | Carlsbad Caverns Nemzeti Park |
| Amerikai Egyesült Államok |                               |
| Természeti (VII)(VIII) |                               |
| Védett terület: 18 926 ha, hivatkozás: 721 |                               |
| Az új-mexikói Carlsbad Caverns Nemzeti Park 189 km²-es területén található a világ egyik legnagyobb barlangrendszere. A barlangrendszer alapja egy korallzátony, amely 255 millió évvel ezelőtt keletkezett. A barlanghálózatot víz és kénsavoldódás hozta létre, óriási repedéseket, hasadékokat és kamrákat is kialakítva. A zátonyrendszer keletkezése a perm földtörténeti korra tehető, földfelszínre került részei a világ legjobb állapotban megmaradt ilyen jellegű képződményei. A barlangrendszerben eddig több mint nyolcvan barlangot fedeztek fel, legnagyobb közülük a Carlsbad, ahol az évmilliók során lerakódott mész gyönyörű sztalaktitokat és sztalagmitokat alakított ki. A Lechuguilla barlang a térség legmélyebb és leghosszabb barlangja, a Denevér-barlang az itt pihenő denevérek ezreiről, az Új-barlang álló és függő cseppköveiről ismert. A földalatti termekben élő gombák és baktériumok orvosi kutatások szempontjából is jelentősek. |                               |

| | Waterton-Glacier Nemzetközi Békepark |
| Az Amerikai Egyesült Államok és Kanada közös világörökségi helyszíne |                                      |
| Természeti (VII)(IX) |                                      |
| Védett terület: 457 614 ha, hivatkozás: 354 |                                      |
| A park jellegzetessége a prérik és hegységek szinte átmenet nélküli váltakozása. Az uralkodó földformák glaciális eredetűek, a völgyeket és sziklamedencéket jeges erózió formálta. Öt nagy ökoszisztémája az alpesi tundra, a szubalpesi erdőségek, montán erdőségek, nyárfaligetek és a csenkesz borította területek. A leggyakoribb növénytakaró a szubalpesi erdő. A park növény- és állatvilága változatos, több mint 1200 növény-, 60 emlős-, 240 madár-, és 20 halfajt jegyeztek fel. A húsevők közül a szürkefarkas, a prérifarkas, a puma, az amerikai fekete medve, és a grizzly él itt, a rácsálók közül a hód és a pézsmapocok. Jelentős a vándormadár populáció is, a térség lápvidékeit főleg felvonulási területként használják. Több mint 200 régészeti lelőhelyet tártak fel, ebből kiderült, hogy a hely már 8000 évvel ezelőtt is lakott volt. A 19. században aranyásók kalandorok és telepesek az őslakos indiánokat rezervátumokba kényszerítették. |                                      |

| | Rapa Nui Nemzeti Park (Húsvét-szigetek) |
| Chile |                                         |
| Kulturális (I)(III)(V) |                                         |
| Védett terület: 6666 ha, hivatkozás: 715 |                                         |
| A bennszülöttek nyelvén Rapa Nui-nak nevezett, mindössze 164 négyzetkilométeres Húsvét-sziget a Csendes-óceán közepén, a dél-amerikai szárazföldtől 3700, Polinéziától pedig 4300 kilométerre helyezkedik el, és csak az i. sz. 4. században népesült be. Az itt élők külső befolyástól mentes monumentális szobrászati és építészeti alkotásokat hoztak létre, a 10. és a 16. század között szentélyeket és moai néven ismert kőszobrokat állítottak fel. A korlátozott földterület folyamatos viszályokhoz vezetett, ami a 16. században két csoport közötti háborúskodásban, majd 1680-ban a szent helyek lerombolásában érte el csúcspontját. A szigetet holland hajósok 1722 húsvét vasárnapján fedezték fel és 1888-tól tartozik Chiléhez. A sziget leghíresebb régészeti jellegzetességei a több száz, akár tíz méteres magasságot is elérő tufából faragott moaik amelyek általában sorban helyezkednek el a part mentén téglalap alakú emelvényeken. Az emelvények egy része alatt sírhelyeket tártak fel. A szobrok alakjában és méretében fejlődés nyomai mutathatók ki a korábbi kisméretű kerek fejű szobroktól a későbbi nyújtott formájú nagy gonddal kifaragott alkotásokig. |                                         |

| | Kutná Hora a történelmi városközpont a Szent Borbála-templommal és a sedleci Miasszonyunk-székesegyházzal |
| Csehország | |
| Kulturális (II)(IV) | |
| Védett terület: 62,43 ha, puffer zóna: 649,9 ha, hivatkozás: 732 | |
| Ezüstbányáinak köszönhetően Kutná Hora fontos politikai és gazdasági központ volt, gótikus, reneszánsz és barokk épületek díszítik. II. Vencel király utasítására a 14. század elejétől pénzverde működött a településen és királyi város lett belőle. Legfontosabb műemlékei a Szent Borbála-templom, a Szent Jakab-templom, a Szent Vencel-kápolna, a vár és a katedrális. A Szent Borbála-templomot 1388 és 1585 között építették. A gótikus templomon erős francia hatás érződik. A középkori bányászváros életét bemutató freskók díszítik és a bányászok védőszentjének ajánlották. A katedrálist a 18. század elején a kor ízlésének megfelelő stílusban újították fel Giovanni Giovanni Santini Aichel (Jan Blažej) elképzelései szerint. Ez a ciszterci apátságban álló templom volt az első amit francia gótikus stílusban építettek cseh területen. A jó állapotban megmaradt középkori városszerkezetet néhány szép korabeli lakóház egészíti ki. | |

| | Roskildei székesegyház |
| Dánia |                        |
| Kulturális (II)(IV) |                        |
| Védett terület: 0,4 ha, puffer zóna: 1,5 ha, hivatkozás: 695 |                        |
| A 12-13 században román-gótikus stílusban épített Roskilde-székesegyház Skandinávia legrégebbi téglából készült katedrálisa, a 15. századtól a dán királyok temetkezőhelye. Az építkezés megkezdésére Absalon püspök, Koppenhága alapítója adott megbízást 1170-ben. Eredeti, román stílusú szerkezetét megváltoztatták, a kereszthajó hátrébb került, a kórus tervezett tornyait pedig a templom nyugati széléhez építették fel. A munkálatok nagy részét a 13. század végén befejezték, csak a tornyok készültek el körülbelül egy évszázaddal később. Az épület belső terét a 19. században oldalkápolnákkal és egy előcsarnokkal bővítették. A reformáció idején számos középkori berendezési tárgya eltűnt és egy 1806-os árverésen további műkincseit adták el. A templomban 37 dán király és királyné sírhelye található meg, akiket díszesen kifaragott kőkoporsókban temettek el. A Roskilde óvárosa fölé magasodó székesegyház egész Észak-Európában hatással volt kora építészetére. |                        |

| | Szokkuram-barlang és a Pulguk templom |
| Dél-Korea |                                       |
| Kulturális (I)(IV) |                                       |
| Hivatkozás: 736 |                                       |
| A Szokkuram-barlang egy mesterséges barlang, amelyet egy magas rangú hivatalnok a 8. században szentelt ősei tiszteletére. Egy előtermet, egy folyosót és egy fő rotundát foglal magába, falait gránitból vájták ki. Itt található a világ egyik legjelentősebb Buddha-szobra, egy lótuszvirágot formázó, trónon ülő fehér gránitból faragott 3,45 méter magas alkotás. A monumentális szobor a megvilágosodás közben ábrázolja a Japán-tenger felé forduló Buddhát. A barlangot finoman megmunkált sík- és térdomborművekkel díszítették. A Pulguk templomban láthatók a Buddha „mennyei királyságához” vezető, kockatömbökből összeállított kőlépcsők, egy aranyozott bronzból készült Buddha-szobor és hozzá tartozik a Szakjamuni- és Kincs-pagoda is. Az előbbi egyszerű kivitelezésű, a másikat gazdagon díszítették. A templom és barlang kivételes vallási épületegyüttest alkot, a koreai Silla Királyság művészetének mesterművei. |                                       |

| | Hein templom, a Csangjong Phandzson és a Tripitaka Koreana táblák |
| Dél-Korea |                                                                   |
| Kulturális (IV)(VI) |                                                                   |
| Hivatkozás: 737 |                                                                   |
| A Kaja-hegyen fekvő Hein templomban őrzik a Tripitaka Koreanát, ami a buddhista szövegek legátfogóbb gyűjteménye. Összesen 81 258 fa nyomódúcot tárolnak itt, amelyeknek mindkét oldalára szövegeket véstek. Az oldalakon huszonkét sor, soronként tizennégy kínai jel látható (a koreaiaknak ekkor még nem volt saját ábécéjük). Az 1237 és 1248 között kifaragott szöveggyűjteménnyel a Buddha jóindulatát próbálták elnyerni a mongolok ellen vívott harcaikban. A faragásokat kétszáz szerzetes tizenkét év alatt készítette el. A fatáblákat faragás előtt előkezelték (édes- és sós vízben áztatták, elásták, majd szellőztették) és ez olyan jól sikerült, hogy még mindig használhatók nyomtatásra. Tárolási helyük a Hein-szentély Korea harmadik legnagyobb kolostoregyüttese, amelynek ötven épülete a 15. és a 18. század között létesült. A táblákat a Csangjong Phandzson nevű különleges klímájú 1448-ban emelt épületben tárolják, ami szerencsés módon elkerülte az áradásokat és a tűzvészeket is. |                                                                   |

| | Csongmjo-szentély |
| Dél-Korea |                   |
| Kulturális (IV) |                   |
| Védett terület: 19,4 ha, hivatkozás: 738 |                   |
| A Szöulban található Csongmjo-szentély, a „királyi ősök szentélye” a legrégebbi és legjobb állapotban megmaradt konfucionista királyi szentély. A 14. században építették, mai formáját 1600 körül nyerte el amikor helyreállították egy 1592-es japán invázió után. Három épületcsoportból áll, amelyek egy-egy fontos szentély körül épültek. A legfontosabb épületben – a Csongmijo-szentély fő csarnokában, egy oszlopcsarnokban – őrzik a dinasztia 19 királyának emléktábláját. Az épületeket körülvevő teret mesterséges tájelemekkel egészítették ki. A konfuciánus rítusban fontos az ősök tisztelete, ezért a szentélyt a mai napig használják. Évente egyszer ünnepséget tartanak a az ősök tiszteletére, ezen kívül a 14. századig visszanyúló, a 15. század óta gyakorlatilag változatlan formában előadott zenével, tánccal énekekkel kísért szertartásokat is tartanak. |                   |

| | Edinburgh ó- és újvárosa |
| Egyesült Királyság |                          |
| Kulturális (II)(IV) |                          |
| Hivatkozás: 728 |                          |
| Edinburgh óvárosát a középkorban alapították, míg az újvárost 1767–1890 között építették fel. A két városrész között szembeötlőek a különbségek – az óvárost girbegurba utcák, az újvárost alaposan megtervezett városkép jellemzi. Utóbbi terveihez hozzájárult William Chambers és William Playfair, akik a 18. és 19. század híres várostervezői voltak. 1437 óta Skócia fővárosa. Az óvárost az edinburgh-i vár középkori erődje uralja, legrégebbbi része a 11. században épült. Itt áll az 1090-ben felszentelt Szent Margit-kápolna, előtte indul a Royal Mile út. Az Angliával vívott rendszeres háborúk következtében Edinburgh jól megerősített város volt, legfontosabb épületei a Szent Egyed (St. Giles)-katedrális és a királyi palota (Holyroodhouse-palota). Korábban az építkezések a városfalakon belül folytak, de helyszűke miatt a késő középkortól a várdomb oldalain többemeletes lakóházakat emeltek. A 18. században a zsúfoltság miatt a város északi irányban kezdett terjeszkedni. A bővítésre a megbízást a 26 éves James Craig nyerte el. Az új városrész hálós szerkezetben, György-kori stílusban épült fel, később ezt a városrészt is lényegesen tovább bővítették. Az ó- és újvárost összekötő híd és a mellette álló épületek összhangba hozzák az élesen elkülönülő városrészeket. |                          |

| | A Gough-sziget vadrezervátuma |
| Egyesült Királyság |                               |
| Természeti (VII)(X) |                               |
| Védett terület: 7 900 ha, puffer zóna: 390 000 ha, hivatkozás: 740 |                               |
| Az Atlanti-óceán déli részén fekvő Gough-sziget és a szomszédos Inaccessible Island együttesen olyan ökoszisztémát őriztek meg, amelyet szinte nem is befolyásolt az ember. A két sziget a Tristan da Cunha szigetcsoporthoz tartozik, ami az Egyesült Királyság tengeren túli területének – Szent Ilona, Ascension és Tristan da Cunha – része. A Gough-sziget vulkanikus eredetű, lakatlan, csak meteorológiai megfigyeléseket végeznek rajta. Látványos szikláin hatalmas tengerimadár-kolóniák fészkelnek. Fontos szaporodóhelye a hárommilliós példányszámot is elérhető nagy vészmadárnak, a veszélyeztetett vándoralbatrosznak, és az óriási viharmadárnak. Két madárfaj – a Gough-szigeti vízityúk és a Gough-sármány – csak itt él. A sziklákon különböző fajú fókák is élnek, és itt található az északi sziklaugró pingvinek körülbelül fele. A 14 négyzetkilométeres, szintén vulkanikus eredetű Inacessible-sziget 2004-től lett a helyszín része. Dús vegetációjának és az itt található édesvíznek köszönhetően számos ritka állatfajnak ad otthont, és azon kevés szigetek egyike ahova nem hurcoltak be emlősöket. |                               |

| | Avignon történelmi óvárosa: Pápai palota, Pont d’Avignon |
| Franciaország |                                                          |
| Kulturális (I)(II)(IV) |                                                          |
| Védett terület: 8,2 ha, hivatkozás: 228 |                                                          |
| Avignon a 14. században a pápaság székhelye volt, jelentőségét a Pápai palota, a püspöki városnegyed és a kőhíd tanúsítja. A települést egy majdnem öt kilométer hosszú, védművekkel és őrtornyokkal tagolt fallal erősítették meg. Az 1334-ben elkezdett Pápai palota egyike a legjelentősebb gótikus stílusú palotáknak francia és itáliai művészek is dolgoztak rajta. A 18. század végén majdnem lebontották, majd a 19. században laktanyaként működött. Helyiségeinek egy részét liturgikus célokra használták, ma múzeumként működik. A palota mellett áll a Notre Dame des-Doms-katedrális egy román stílusú, 12. századi épület. A tér nyugati végén áll a Petit Palais, amit 1317-ben kezdtek építeni majd a 14-15 században többször is bővítettek, jelenleg múzeum működik benne. A Pont d'Avignon a Rhône folyó feletti híd (más néven Saint Bénézet-híd) a 12. században épült és egykor Európa egyik legfontosabb kőhídja volt. Eredeti hossza kilencszáz méter volt huszonkét ívvel, ebből egy áradás után mára csak négy ív maradt meg. |                                                          |

| | A Fülöp-szigeteki Kordillerák rizsteraszai |
| Fülöp-szigetek |                                            |
| Kulturális (III)(IV)(V) |                                            |
| Hivatkozás: 722 |                                            |
| A Fülöp-szigeteki Kordillerák rizsteraszain már kétezer éve folyik rizstermesztés. A világörökségi helyszínhez öt térség tartozik Luzón szigetén. A nehéz terepviszonyoknak köszönhetően az őslakosok sikeresen álltak ellen a hódítóknak és gyakorlatilag a rizsteraszok jelentik az egyetlen olyan nemzeti örökséget amire nem hatott a gyarmatosító kultúrák befolyása. Mind az öt terület a Banaue-völgyben fekszik 700 és 1500 méteres tengerszint feletti magasság között. A meredek lejtőkön kézi munkával alakították ki a teraszokat, építésük nagy odafigyelést és precizitást igényelt. A teraszokat terméskőből álló falak választják el egymástól, amelyek követik a terep természetes vonalát. Az egymás alatt lévő teraszokra akadálytalanul folyik a víz, így egyenletesen árasztja el az egész ültetvényt. A vízellátás biztosítására bonyolult vízelvezető rendszert építettek ki, ez gátakból, zsilipekből, csatornákból és bambuszból készített vízvezetékekből áll. A vízvezeték rendszer juttatja fel a vizet a legmagasabb pontra, ahonnan az árasztás történik. A teraszok művelésének technikája írásos feljegyzések nélkül szóban öröklődött át a következő generáció részére. |                                            |

| | Schokland és környéke |
| Hollandia |                       |
| Kulturális (III)(V) |                       |
| Védett terület: 1 306 ha, hivatkozás: 739 |                       |
| Schokland és környékének lápvidéke már a történelem előtti időktől lakott volt, az első védőgátakat a 4. században kezdték építeni. A félszigetet folyamatosan fenyegették az árhullámok, a középkorban szigetté változott. A gátak megvédték a földterületeket a dagálytól, de időnként így is le kellett csapolni a területet, miközben a tenger szintje folyamatosan nőtt. A helyzet a 19. század közepére kezelhetetlenné vált, az itt lakókat 1859-ben kitelepítették. A környéket 1927 és 1932 között hódították vissza a tengertől, azóta a vízzel folytatott évszázados küzdelem jelképévé vált. A régészeti kutatások során bebizonyították, hogy a térségben már az őskorban megtelepedett az ember, és már ekkor is erőfeszítéseket kellett tenni a víz visszaszorítása érdekében. Előkerültek településeik maradványai is. Később az itt épület templomokat az alapokig teljesen lebontották és az építőanyagot átszállítva magasabb helyen újra felépítették. |                       |

| | Sirakava-gó és Gokajama történelmi falvak |
| Japán |                                           |
| Kulturális (IV)(V) |                                           |
| Védett terület: 68 ha, puffer zóna: 58 873,1 ha, hivatkozás: 734 |                                           |
| Az elszigetelt hegyvidéken álló falvak favázas épületeit úgynevezett gasho-stílusú tető fedi. A szó jelentése imádkozni, és arra utal, hogy a háztetők formája két összetett kézre hasonlít. Az építészeti hagyomány egyik oka, hogy ezek a tetők ellenállnak a hosszú teleken hulló akár 2-4 méteres hó nyomásának, a másik ok a nagy hely, ami alatt több közbülső szint is kialakítható. Az itt lakók egykor selyemhernyó tenyésztésből éltek, ez fedett helyeket igényelt amiket részben a tetők alatt alakítottak ki. A tágas házakban esetenként negyven – ötven személy is lakott. A falvak a gazdasági fellendülés ellenére az ország más részeihez képest megőrizték hagyományaikat, több évszázados építészeti stílusú házaik egyedülállóak Japánban. Az ország más részein a népi építészet nagyrészt eltűnt, ezek a falvak azonban a lakók társadalmi és gazdasági helyzetéhez alkalmazkodó hagyományos életmód példái. |                                           |

| | Lunenburg óvárosa |
| Kanada |                   |
| Kulturális (IV)(V) |                   |
| Védett terület: 33,85 ha, puffer zóna: 32,44 ha, hivatkozás: 741 |                   |
| Lunenburg egyike a brit uralom alatt Észak-Amerikában épült gyarmati településeknek. A város főleg német anyanyelvű telepesek alapították 1753-ban, és Lüneburg német városról nevezték el. Egy „mintavárost” próbáltak kialakítani, geometriailag szabályos utcákat, háztömböket hoztak létre, és igyekeztek a köztereket valamint erődítményeket is észszerűen elhelyezni. Ez összhangban volt a brit szabályozással, ami egyenes utakat és négyszögletű tereket írt elő. Minden lakos egy telekrészt kapott a városban és egy nagyobb kertparcellát a település határán kívül. Az épületek hasonló stílusban, többnyire fából készültek, az építőanyagok könnyű volt beszerezni az erdővel borított félszigeten. Lunenburg környezete és szerkezete keveset változott alapítása óta, az óváros körülbelül négyszáz műemlék épületének 70 százaléka a 18-19. századból való. A település lakosai ma is többnyire fával építkeznek a történelmi épületek felújításakor hagyományos technikákat alkalmaznak. |                   |

| | Santa Cruz de Mompox |
| Kolumbia |                      |
| Kulturális (IV)(V) |                      |
| Hivatkozás: 742 |                      |
| A Cartagenától 250 kilométerre található települést 1540-ben alapították a Rio Magdalena partján. Fontos kereskedelmi központ volt és jelentős szerepet játszott Dél-Amerika északi részeinek spanyol gyarmatosításában. Sokáig fontos kikötő volt, de mivel később a folyó medre távolabbra helyeződött át elveszítette gazdasági jelentőségét. Három, egy sorban lévő „központi” tere volt, saját templommal. Óvárosa Kolumbia egyetlen spanyol barokk stílusban kialakult városközpontja. A három teret (La Concepcion, San Francisco, Santa Barbara) a Calle de la Albarada köti össze, a főtemplomok közül a Santa Barbara a legkülönlegesebb, nyolcszögletű, erkélyes tornyával. A jó állapotban lévő városközpont megőrizte egységét. Az épületek jelentős része ma is eredeti funkcióját tölti be, más része egy szabadtéri múzeumot alkot. A város sokáig csak a folyóparton terjeszkedett, előtte haladt el a Cartagena kikötője és a belső területek közötti áruforgalom. |                      |

| | Tierradentro Nemzeti Régészeti Park |
| Kolumbia |                                     |
| Kulturális (III) |                                     |
| Hivatkozás: 743 |                                     |
| A régészeti parkhoz prekolumbián sírkamrák – hypogenumok- (Alto Aquacate, Lana de San Andrés, Alto de Segovia, és Alto de Duente), valamint Tablónban található kőszobrok tartoznak. A 6. és a 10. század közé datálható emlékek egy mára már eltűnt földművelő kultúra hétköznapjairól, szertartásairól és temetkezési szokásairól tanúskodnak. A sírkamrákat méretük (a legnagyobbak a 12 méteres szélességet is elérik), színes festményeik és spirális „lépcsőházaik” egyedülállóvá teszik Dél-Amerika területén. Díszítésükkel kapcsolatot hoztak létre az élők házai és a sírépítmények között. A sírkamrákban urnákat tároltak, de temetkezési szokásaik nem voltak egységesek. A kamrás sírokon kívül félkör alakú spirális lépcsőházon keresztül megközelíthető félkör alaprajzú sírokat is kialakítottak. A sírok falait fehér alapon geometrikus mintákkal, esetenként egyszerűbb rajzokkal borították. Néhány urnában arany ékszereket találtak. Tablón kőszobrai embereket ábrázolnak, a férfiak díszes fejdíszt ágyékkötőt, a nők ujjatlan blúzt turbánt és szoknyát viselnek. |                                     |

| | San Agustín Régészeti Park |
| Kolumbia |                            |
| Kulturális (III) |                            |
| Hivatkozás: 744 |                            |
| A dél-kolumbiai San Agustín park az ország legfontosabb régészeti lelőhelye. A terület már az i. e. 5. században lakott volt, majd az i. sz. 1. és 8. század között virágzó kultúra alakult ki itt. A parkban található Dél-Amerika legnagyobb műemlék- és megalitikus szoborgyűjteménye. Több száz ember- és állatalakot faragtak ki, ezen kívül összetett domborműveket is alkottak. A parkhoz tartozó három helyszínen (San Agustín, Alto de los Idolos, Alto de la Piedras) található hatalmas emelvények, teraszok és templomszerű építmények egy összetett vallási rendszerre utalnak. Sírhalmok mellett számos kamrás sírt is feltártak. Szobraik a maják közép-amerikai istenszobraira emlékeztetnek, kialakításuk az absztrakttól a realista stílusig terjed. Sasokat és kígyókat is ábrázoltak, amik a majáknál is szent állatnak számítottak, ez arra is utalhat, hogy az itt élők közép-amerikai eredetűek voltak. A kultúra a 8. században hanyatlani kezdett, de csak jóval később, a 15. században tűnt el teljesen. |                            |

| | Luangprabang városa |
| Laosz |                     |
| Kulturális (II)(IV)(V) |                     |
| Védett terület: 820 ha, puffer zóna: 12 560 ha, hivatkozás: 479 |                     |
| Luangprabang városa a buddhista hagyományok, a laoszi építészet és a 19-20. századi európai gyarmati építészet stílusjegyeinek egyedülálló kombinációja. Laosz fővárosa Vientiane, azonban Luangprabang az ország szellemi központja. Városképe egyedülálló és rendkívül jó állapotban maradt meg. Az épületek többsége fából készült, kivéve a templomok egy részét, amit kőből emeltek. A település nevét egy 14. századi alig egyméteres Buddha szoborról kapta, amelyet egy külön erre a célra emelt templomban őriznek. A 15. században a három laoszi királyság egyikének volt a központja. Legjelentősebb épülete a Wat Hszien Thong királyi templom a 16. századból való. A város központjában találhatók a királyi és a nemesi rezidenciák, a vallási létesítmények és a kereskedelmi épületek. A gyarmati stílusú városrészekre az egy- vagy kétszintes teraszos téglaházak jellemzőek. A kolostorokat két részre osztották, a vallási épületek (szentély, kápolna, könyvtár, sztúpa, kőoszlop) és a lakhatáshoz kapcsolódó épületrészek (közösségi házak, cellák, zárkák, refektórium). A hagyományos laoszi házakat fából építették, általában facölöpökre és magánszobákra, termekre, valamint közösségi teraszokra osztották fel. |                     |

| | Az Aggteleki-karszt és a Szlovák-karszt barlangjai |
| Magyarország és Szlovákia közös világörökségi helyszíne |                                                    |
| Természeti(VIII) |                                                    |
| Védett terület: 56 650,6 ha, puffer zóna: 86 797,30 ha, hivatkozás: 725 |                                                    |
| Az Aggteleki- és Szlovák-karszt barlangjai Magyarország és Szlovákia közös világörökségi helyszíne. A két ország határvidékén található kiterjedt barlangrendszerben eddig 712 barlangot tártak fel. A jellegzetes mérsékelt övi karsztrendszerben egy jéggel teli szakadék is található ami, tengerszint feletti magasságát figyelembe véve egyedülálló Európában. A barlangban nagyméretű sztalaktitok és sztalagmitok alakultak ki és több tízmillió év történetét lehet a helyszínen tanulmányozni. Megkövült állatmaradványok (fosszíliák) is előkerültek, és a barlangokban lakó kőkori emberekről is találtak bizonyítékokat. A barlangrendszer egy része látogatható, legfőbb látványosság a Baradla-barlang hatalmas álló és függő cseppköveivel. A második legnagyobb (Béke) barlangot 1965-ben gyógybarlanggá nyilvánították, légzőszervi megbetegedésben szenvedőket gyógyítanak benne. A Szlovák-karszt egyik látványos eleme a Dévényfalvi Szabadság-barlang. |                                                    |

| | Messel bányája |
| Németország |                |
| Természeti (VIII) |                |
| Védett terület: 42 ha, puffer zóna: 22,5 ha, hivatkozás: 720 |                |
| Messeltől körülbelül 22 km-re lévő kőfejtőben számos fosszíliát találtak az eocén korszakból. Figyelemre méltóak az emlős fosszíliák. Ez a világ négy legjelentősebb kövületlelőhelyeinek egyike, egy hatvanöt hektár kiterjedésű mélyedés, benne olajpala rétegekkel. Az 57 – 36 millió évvel ezelőttről származó fosszíliák bemutatják hogyan fejlődött ki a dinoszauruszok kipusztulása után a ma ismert növény és állatvilág. Fontos adatokkal szolgál a korai emlősök fejlődésének rekonstrukciójához. A palarétegekben ősi rovarok, csúszómászók, madarak maradványai is megtalálhatók. Teljes csontvázak is előkerültek, egyes példányok gyomortartalma is megőrződött. A legjelentősebb lelet a mintegy 50 őslókövület, amelyek közül több mint 30 teljes csontváz. A kor fontos szakasza volt az élővilág fejlődésének, ekkor vették át az emlősök az uralmat a szárazföldön és egyes fajaik a tengerben (bálnák) mások a levegőben (denevérek) találtak maguknak élőhelyet. A fosszíliák ilyen jó állapotban való fennmaradását a vízzel teli aknában történő lassú rétegződés és az oxigéntől elzárt környezet tette lehetővé. |                |

| | Siena történelmi központja |
| Olaszország |                            |
| Kulturális (I)(II)(IV) |                            |
| Védett terület: 170 ha, puffer zóna: 9 907 ha, hivatkozás: 717 |                            |
| Siena a középkori város megtestesítője. Utcahálózata, kapui, kútjai és épületei jó állapotban maradtak meg, fókuszpontja a kagyló alakú Piazza del Campo. Ez a tér eredetileg két részből állt, a 12. század végén egyesítették. A városközpontot a 14. és a 16. század között egy hét kilométeres fallal vették körül, ami követi a dombok körvonalát. A főtéren áll a Palazzo Pubblico, a városháza. Legfeltűnőbb eleme a 14. század első felében épült 88 méter magas Torre del Mangia. Ez az épület volt a mintája a gazdag kereskedőcsaládok palotáinak (Palazzo Tomei, Palazzo Buonsignore). A tér másik oldalán álló kút Jacopo della Quercia egyik remekművének Fonte Gaiának másolata, az eredetit múzeumban őrzik. Siena legmagasabb pontján áll a város 13. századi székesegyháza, Olaszország egyik legszebb gótikus épülete, benne Nicola Pisano díszes szószékével. Kőintarziás padlózata 1369 és 1546 között készült. A Piazza del Campo a 16. század óta kereskedelmi tevékenységek, fesztiválok, ünnepségek helyszíne és a mai napig is itt rendezik meg évente kétszer a híres lovasversenyt a Palio-t. |                            |

| | Nápoly történelmi központja |
| Olaszország |                             |
| Kulturális (II)(IV) |                             |
| Védett terület: 1 021 ha, puffer zóna: 1 350 ha, hivatkozás: 726 |                             |
| Nápolyt i. e. 470-ben alapították görög telepesek, egy Parthenopé nevű város központját kibővítve hozták létre Neapolisz néven. Egyik piacának maradványait a San Lorenzo Maggiore-templom alatt tárták fel. Ebből a korai településből a földfelszín fölött alig maradt meg valami, kivéve az északnyugati városrész néhány falmaradványát. A római korból származik a színház valamint temetők és katakombák. A korai keresztény idők emléke a 6. századi Santa Restituita-bazilika 4. századi kápolnájával. Ez az épületegyüttes később a San Gennaro-katedrális része lett. A tengerpart mellett álló Castel Nuovot-t a 13. században építették, a Santa Chiara-templomot 1340-ben fejezték be. A barokk kor alkotása a Gesű Nuovo-templom a 16. századból, a királyi palotát Domenico Fontana tervei alapján a 17. század első éveiben emelték. A város a 16. század elejétől a 18. század közepéig a spanyol alkirályok helyőrsége volt. Nápoly különböző korokból származó történelmi épületei és természeti környezete különleges érték ma is őrzi a térségben egymást követő kultúrák lenyomatát. |                             |

| | Crespi d’Adda |
| Olaszország |               |
| Kulturális (IV)(V) |               |
| Hivatkozás: 730 |               |
| A Bergamo tartományban fekvő épségben fennmaradt Crespi d'Adda egy ipartörténeti település a 19. század végéből. Részben még ma is ipari célokra használják. A textilgyáros Crespi család alapította a gyárat és a hozzá tartozó infrastruktúrát Capriate San Gervasióban egy mezőn az Adda folyó közelében. A gyár körül a munkások számára először sok családnak lakhelyet adó nagyméretű házakat emeltek, majd amikor a gyár a következő generáció tulajdonában került egy-egy családnak külön kertes házakat alakítottak ki. A 20. század első harmadában a gyárban körülbelül háromezren dolgoztak. A települést egy széles út választja ketté egyik oldalán az egységes épülettömböt alkotó, a lombard gótikára jellemző tégladíszítéssel ellátott gyárral, a másik oldalon a munkások városrészével. Ezt a területet egy háromsoros sakktábla alaprajz mentén tervezték meg. A házak mellett egy vízerőművet és középületeket – iskolát, színházat, orvosi szállást, kórházat, mosodát és templomot – is építettek valamint orvosi rendelőt tartottak fenn. |               |

| | Ferrara történelmi központja és a Pó torkolata |
| Olaszország |                                                |
| Kulturális (II)(III)(IV)(V)(VI) |                                                |
| Védett terület: 46 712 ha, puffer zóna: 117 649 ha, hivatkozás: 733 |                                                |
| Ferrara reneszánsz városközpontja gyakorlatilag érintetlenül őrizte meg városszerkezetét ami nem szokványosan egy központi mag körül alakult ki, hanem egy tengely mentén hosszabban elhúzódva. Ferrarát a 13. századtól egészen a 16. századig az Este család kormányozta. Pártolták a művészeteket és koruk legnagyobb alkotói dolgoztak a városban köztük Antonello Pisanello, Andrea Mantegna, Piero della Francesca és Jacopo Bellini. Fejlődése a 17. században tört meg, ezután háromszáz évig nagyon keveset változott. Főtemploma a román stílusú Szent György-bazilika 1135 és 1485 között épült meg, jellegzetessége gazdagon díszített homlokzata. A freskókkal díszített Castello Estense volt kétszáz évig az Este család rezidenciája. A városháza, a Palazzo Comunale a 13. századból való. Jelentős épületei a Palazzo dell'Università, a Palazzo Lodovico il Moro, és a Palazzo dei Diamanti. A helyszínt később a Pó torkolatvidékével bővítették ki, itt található Pomposa apátsága, és az Este család vidéki birtoka is. |                                                |

| | Komiföld őserdői |
| Oroszország |                  |
| Természeti(VII)(IX) |                  |
| Védett terület: 3 280 000 ha, hivatkozás: 719 |                  |
| A világörökségi helyszínhez többek között Komiföld 32 800 négyzetkilométeres területe is hozzátartozik. Tundrákból és hegyvidékekből áll és nagyrészt teljesen érintetlen térség. Hozzá tartozik az 1930-as években létrehozott Pecsora-ilicsi természetvédelmi terület és a Jugid Va Nemzeti Park. Az erdős területek fő fafajtái a tűlevelűek, a rezgő nyárfák és a nyírfák. Az alföldek növényzetét mocsarak és árterek határozzák meg. Ezen kívül jellegzetes tájelemek a boreális erdők a tundrák és a sziklás vidékek, lápok, folyók és tavak. A helyszín számos nagy testű állatfaj élőhelye, megtalálható közöttük a farkas, a vidra, a hód, a coboly, a rozsomák, a hiúz, a a sarki róka, a rénszarvas, a jávorszarvas, a nyuszt és a mókus is. A helyszín Északkelet-Európa egyik utolsó kiterjedt északi övi vegetációja, évtizedek óta kutatási terület és rendkívül értékes információforrás. |                  |

| | Sintra, kultúrtáj |
| Portugália |                   |
| Kulturális (II)(IV)(V) |                   |
| Védett terület: 946 ha, puffer zóna: 3 641 ha, hivatkozás: 723 |                   |
| A Lisszabontól 30 kilométerre nyugatra fekvő Sintra városát a dombra épült 8. században elkezdett Óvár uralja. A település a 12. századig mór fennhatóság alatt állt. Legfontosabb épületei a királyi palota (Palacio da Vila) és a Pena-palota. A királyi palota egy része már a 14. században állt, majd az évszázadok során többször is kibővítették. Az 1755-ös földrengésben a város építészeti örökségének jelentős része elpusztult, de udvarházak, katonai célú épületek, egyházi épületek fennmaradtak, köztük a királyi palota, a Ribafrias-palota, a városháza és a Szentháromság-kolostor. A királyi palota jellegzetességei a konyha fölött lefordított tölcsérre emlékeztető kéményei, a címerterem és a hattyúterem. A palota csempedíszítése (azulejo) a mudéjar dekorációs technika egyik legszebb alkotása az Ibériai-félszigeten. A Pena-palota a 19. század közepén épült II. Ferdinánd idejében egy 16. századi romos kolostor kibővítésével és átalakításával. Különböző korok (gótikus, egyiptomi, mór és reneszánsz) építészeti stílusát ötvözi, kertjei a legszebbek közé tartoznak Európában. |                   |

| | Visby |
| Svédország |       |
| Kulturális (IV)(V) |       |
| Hivatkozás: 731 |       |
| Visby, Svédország egyik legjelentősebb és legjobb állapotban fennmaradt Hanza-városa Gotland szigetén található. A régészeti feltárások során kiderült, hogy a terület már a kőkorban is lakott volt. A 12. században az Oroszország belső vidékei felé irányuló kereskedelem egyik csomópontja volt, nem sokkal később pedig a Hanza-szövetség egyik bázisává vált. Ekkor a városba német, orosz és dán kereskedők telepedtek le. A 13. században az északi kereskedővárosok között közvetlenül Lübeck után következett a fontossági sorrendben. Ekkor számos templomot és céhes házat építettek, a faházakat kőépületek váltották fel. A település saját pénzverési joggal rendelkezett és a nemzetközi hajózás törvényhozó központjaként működött. Virágkora 1361-ig tartott, amikor IV. Valdemár dán király elfoglalta a szigetet. A középkori városból fennmaradt 3,4 kilométeres helyenként 9 méter magas fala, amit 38 őrtoronnyal erősítettek meg. A városközpontban számos 12. és 13. században épült kereskedőház látható. |       |

| | Colonia del Sacramento történelmi negyede |
| 1995 |                                           |
| Kulturális (IV) |                                           |
| Védett terület: 19 ha, puffer zóna: 57 ha, hivatkozás: 747 |                                           |
| A Río de la Plata mellett egy stratégiailag fontos helyen fekvő Colonia del Sacramento Uruguay legrégebbi települése. A várost a portugálok alapították 1680-ban, városképén a portugál, a spanyol és az uruguayi építészeti stílusok keveredése figyelhető meg. 1704 és 1705 között a spanyol örökösödési háború alatt a spanyolok lerombolták, de a portugálok szinte azonnal elkezdték újjáépítését. Fekvése miatt folyamatos területi vitákat váltott ki amelyek során többször is komoly károkat szenvedett. Közben Sacramento fokozatosan az ország kereskedelmi és kulturális központjává vált és ez kihatott Buenos Aires fejlődésére is. 1777-ben a San Ildefonso-i szerződés alapján a Spanyol Birodalom részévé vált. A spanyol és portugál területi vitáknak 1828-ban lett vége, amikor megalapították az Uruguayi Keleti Köztársaságot. A település alaprajza szabálytalan utcaszerkezete nem a hagyományos sakktábla rendszerű, hanem a terepviszonyokat követi. Legszebb fennmaradt épületeit a 17. és a 19. század között emelték, köztük alacsony, koloniális városi házakat, műhelyeket. Védelmi rendszeréből a San Miguel-, San Pedro- és a Santa Rita- bástyák maradványai tanúskodnak. |                                           |